# 5057 Weeks
5057 Weeks eller 1987 DC6 är en asteroid i huvudbältet som upptäcktes den 22 februari 1987 av den belgiske astronomen Henri Debehogne vid La Silla-observatoriet. Den är uppkallad efter Eric R. Weeks, professor vid Emory University.
Asteroiden har en diameter på ungefär 16 kilometer.